# Malo Mramorani
Malo Mramorani (en macédonien Мало Мраморани) est un village du centre de la Macédoine du Nord, situé dans la municipalité de Dolneni. Le village comptait 44 habitants en 2002.

## Démographie
Lors du recensement de 2002, le village comptait :
- Macédoniens : 44